# Central térmica de Tarragona
Tarragona era una central termoeléctrica de ciclo combinado situada en el término municipal de La Canonja (Tarragona) España. Su combustible era el gas natural. Contaba con una potencia instalada de 395 MW, y su construcción terminó a finales de 2003 a cargo de Endesa.
En junio de 2008, la compañía E.ON, en una operación de adquisición de Electra de Viesgo y activos de Endesa, compró a esta última un paquete consistente en la Central Térmica de Los Barrios (567,5 MW), y la central térmica de Tarragona de ciclo combinado (395 MW). La transacción se cerró por una cantidad total de 769 millones de Euros por ambas centrales. En enero de 2015, E.ON vendió su filial en España al fondo australiano Macquarie Group, que recuperó su antiguo nombre de Viesgo.
En 2017, Viesgo recibió autorización para el cierre y desmantelamiento de la central, y en este estado la vendió en 2018 a Repsol junto a otra serie de activos.
Está considerada la primera central de ciclo combinado cerrada por falta de negocio en España.